# Экспортная дисциплина
Экспортная дисциплина — совокупность режимных мер, направленных на побуждение государственных и коммерческих организаций, к развитию производств ориентированных на экспорт.
Подразумевает под собой универсальный комплекс действий государства, влияющих на деловые процессы в стране и обеспечивающих согласованную и эффективную деятельность компаний-экспортеров. Также под термином "экспортная дисциплина" можно понимать совокупность принудительных и поощрительных действий со стороны государства в отношении крупных государственных и частных корпораций, стимулирующих к освоению производства и экспорта товаров высокой технологической сложности. Под производством, при экспортной дисциплине, подразумевается промышленное освоение выпуска продукции, с полным циклом сопутствующих научно-исследовательских и опытно-конструкторских разработок (НИОКР). "Отверточная сборка", и другие способы частичной производственной локализации, состоят в противоречии с режимом "экспортная дисциплина", и подлежат полной локализации либо ликвидации.
Важным инструментом экспортной дисциплины является торговая (экономическая) дипломатия. В данном контексте, под торговой дипломатией подразумевается способность страны посредством дипломатических механизмов, приемов, отстаивать интересы экспортеров на международных рынках. 
Кроме того, важной составляющей экспортной дисциплины, является стимулирование чиновников профильных ведомств содействовать увеличению экспорта товаров высокой технологической сложности. Механизмы вовлечения государственных служащих в процессы содействия экспорта включают: KPI  (англ. Key Performance Indicators, KPI) для должностных лиц, привязанный к показателям экспорта, публичные обязательства, премии и бонусы, карьерный рост и т.д.     

### Основные сведения
Впервые понятие «экспортная дисциплина» встречается в книге английского писателя, журналиста и главного редактора журнала «China Economic Quarterly» Джо Стадвелла — «Азиатская модель управления: Удачи и провалы самого динамичного региона в мире» — опубликованной в 2017 году. Автор утверждает, что экономический успех «азиатских тигров», к которым он относит Тайвань, Японию, Южную Корею и Китай, образовался, во-многом, благодаря проведению в отношении местных холдингов и корпораций жесткой государственной политики «экспортной дисциплины».
Далее термин находит свое развитие в труде казахстанского экономиста Абдрахманова Рахимбека — «Как нации становятся брендами» (опубл. в 2019 году), где ему отводится отдельная глава. Так, в книге, понятие «экспортная дисциплина» выступает одним из «трех китов» национального благополучия. Там же говорится о том, что «Именно экспортная дисциплина в различных странах, активно ее использующих, привела в действие механизмы, оживившие предпринимательский сектор, деловую активность населения, ускорила развитие инфраструктуры, и рост доходов населения. В отсутствие экспортной дисциплины организации лишаются созидательного давления со стороны государства и начинают работать согласно своим внутренним установкам и пожеланиям. Зачастую внутренние стимулы организации и мотивы её менеджмента существенно расходятся с концепцией пользы для общества, которую компания могла бы принести посредством более активного участия в развитии национальной экономики.»